# 도쿄 대학 대학원 이학계 연구과 부속 식물원

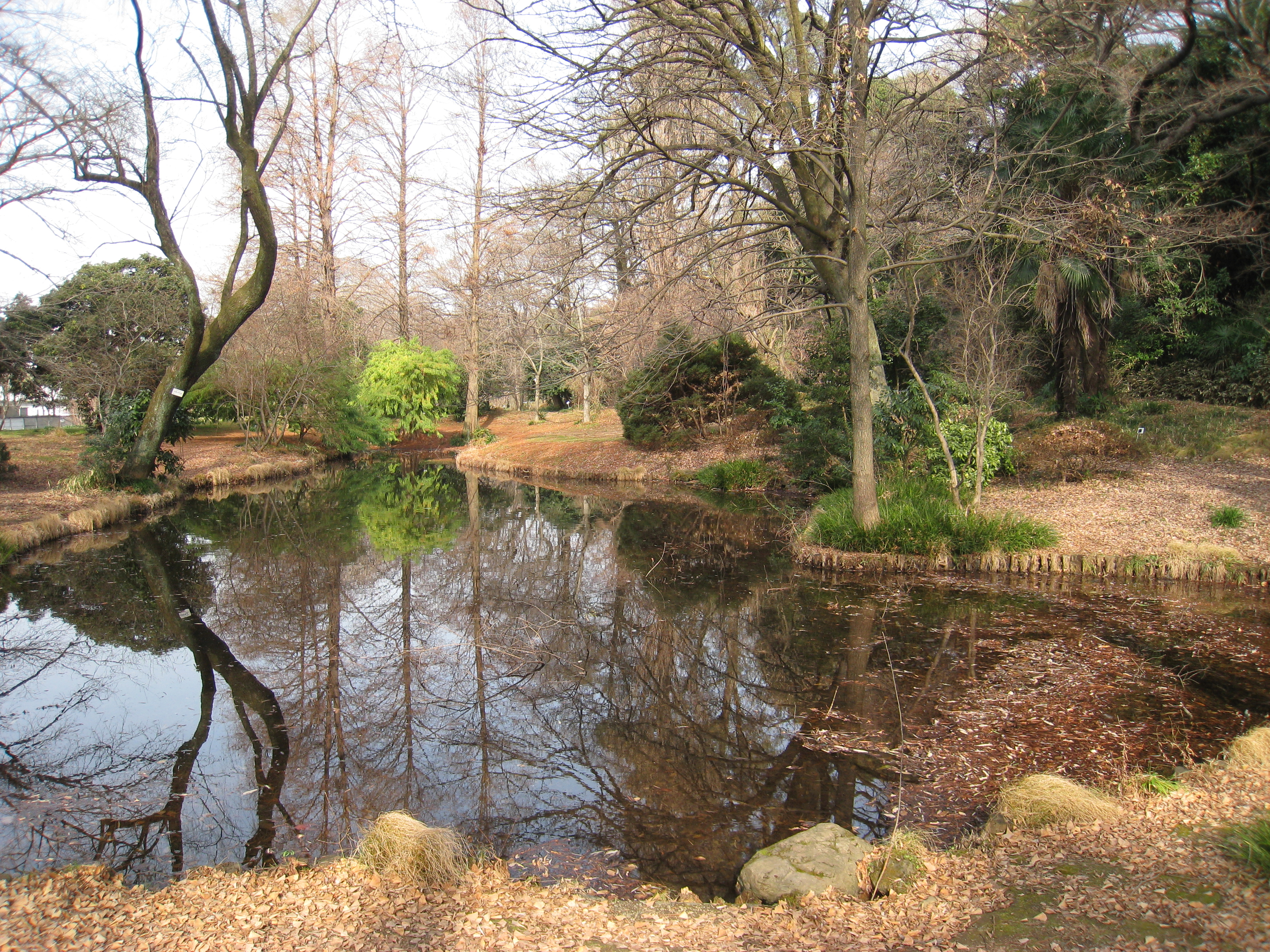

도쿄 대학 대학원 이학계 연구과 부속 식물원(일본어: 東京大学大学院理学系研究科附属植物園)은 식물에 관한 여러 가지 연구를 위한 도쿄 대학의 부속 시설이다. 본원은 도쿄도 분쿄구 하쿠산 3초메에 있으며, 일반적으로 고이시카와 식물원(일본어: 小石川植物園)이라고 불린다.
닛코시에 위치한 분원은 일반적으로 닛코 식물원(일본어: 日光植物園)이라고 불리지만, 정식 명칭은 도쿄 대학 대학원 이학계 연구과 부속 식물원 닛코 분원(일본어: 東京大学大学院理学系研究科附属植物園日光分園)이다. 형식상으로는 대학 부속의 연구 시설이지만, 일반인에게도 공개되어 있다.

## 고이시카와 식물원 (본원)
원래는 도쿄 대학이 만든 시설이 아니라, 에도 막부가 설치한 고이시카와 어약원(일본어: 小石川御薬園)이었다. 어약원은 인구가 증가하던 에도에 사는 사람들을 위한 약용 식물을 재배할 목적으로 설치되었으며, 1684년에 도쿠가와 쓰나요시가 고이시카와에 가지고 있던 별장을 개조한 것이다. 이후 도쿠가와 요시무네가 집권했을 때에는 부지 전체가 어약원으로 사용되었다. 이후 쇼군에게 직소할 수 있도록 설치된 메야스바코에 한 의사가 에도의 가난한 병자들을 위한 시약원 설치를 청원하면서, 하층민 대책에 신경을 쏟던 요시무네가 어약원 내에 진료소(고이시카와 양생소)를 마련하게 하였다. 이후 아오키 곤요가 기근 대비를 위해 감저(甘藷, 고구마)를 처음으로 재배한 곳으로도 유명하다.

### 현황
- 면적: 161,588m²
- 개원: 1877년(전신인 어약원은 1684년에 개원), 일본에서 가장 오래된 식물원이기도 하다.
- 입장료: 어른 330엔, 어린이 110엔. 도쿄 대학 학생은 무료. 이외에 할인 제도 있음.
- 쉬는 날: 연말연시와 월요일
- 개원 시간: 오전 9시부터 오후 4시 30분까지.
- 접근 방법: 하쿠산 역에서 도보 10분, 묘가다니 역에서 도보 15분.

이상 2005년 7월 현재

## 닛코 식물원 (닛코 분원)
도쿄에 위치한 고이시카와 식물원과는 달리, 도쿄에서는 어려운 고산 식물의 연구를 위해 1902년에 개원하였다.

### 현황
- 면적: 104,850m²
- 개원: 1902년
- 입장료: 어른 330엔, 어린이 110엔. 이외에 할인 제도 있음.
- 개원 기간: 4월 15일부터 11월 30일까지. 매주 월요일은 휴원.
- 접근 방법: 닛코역·도부닛코 역에서 버스로 10분.

이상 2005년 7월 현재

## 같이 보기
- 도쿄 대학 대학원 이학계 연구과 부속 식물원